# Orthocrepis
Orthocrepis is een geslacht van kevers uit de familie bladkevers (Chrysomelidae).
De wetenschappelijke naam van het geslacht werd in 1888 gepubliceerd door Julius Weise.

## Soorten
- Orthocrepis nigripes Kimoto, 1987